# Leichtathletik-Europameisterschaften 1994/10.000 m der Frauen

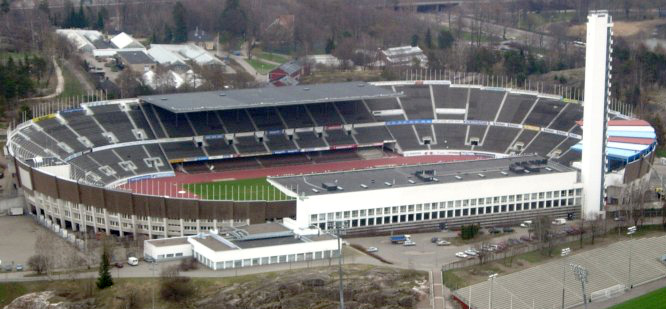
Das Olympiastadion von Helsinki im Jahr 2005

Der 10.000-Meter-Lauf der Frauen bei den Leichtathletik-Europameisterschaften 1994 wurde am 13. August 1994 im Olympiastadion der finnischen Hauptstadt Helsinki ausgetragen.
In diesem Wettbewerb gab es einen Doppelsieg für die portugiesischen Läuferinnen. Europameisterin wurde Fernanda Ribeiro. Den zweiten Rang erreichte Conceição Ferreira. Die Schweizerin Daria Nauer errang die Bronzemedaille.

## Bestehende Rekorde
| Weltrekord           | 29:31,78 min | Wang Junxia        | Peking, Volksrepublik China  | 8. September 1993 |
| Europarekord         | 30:13,74 min | Ingrid Kristiansen | Oslo, Norwegen               | 5. Juli 1986      |
| Meisterschaftsrekord | 30:23,25 min | Ingrid Kristiansen | EM Stuttgart, BR Deutschland | 30. August 1986   |

Der bestehende EM-Rekord wurde bei diesen Europameisterschaften nicht erreicht. Mit ihrer Siegzeit von 31:08,75 min blieb die portugiesische Europameisterin Fernanda Ribeiro 45,50 s über dem Rekord. Zum Europarekord fehlten ihr 55,01 s, zum Weltrekord 1:36,97 min.

## Durchführung
Wie auf der längsten Bahndistanz üblich gab es keine Vorrunde, alle 21 Teilnehmerinnen starteten in einem gemeinsamen Finale.

## Legende
| DNF | Wettkampf nicht beendet (did not finish) |

## Resultat
13. August 1994

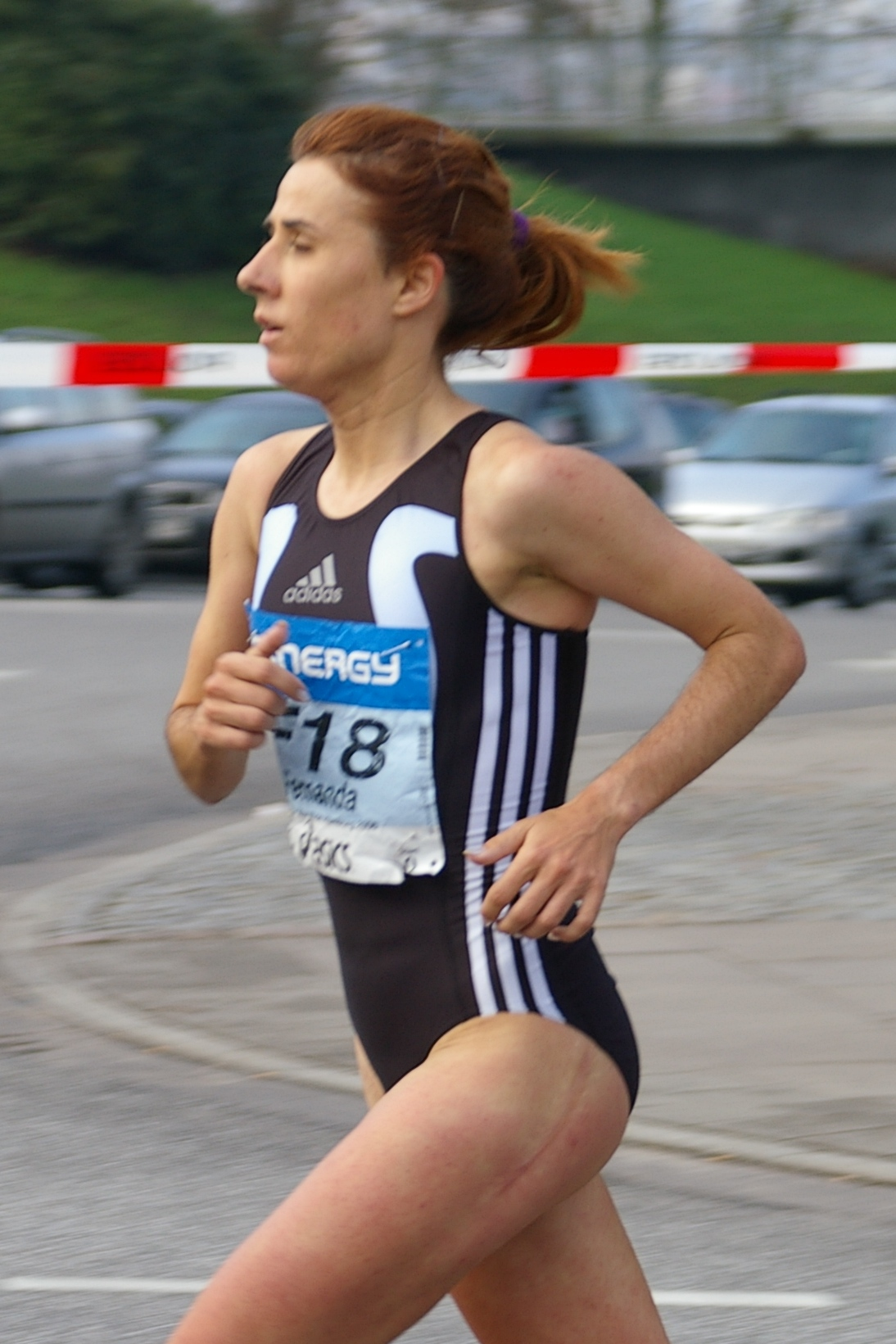
Europameisterin Fernanda Ribeiro hatte vor vier Jahren nicht das Ziel erreicht – in den Jahren von 1995 bis 1997 wurde sie u. a. Olympiasiegerin und zweifache Weltmeisterin
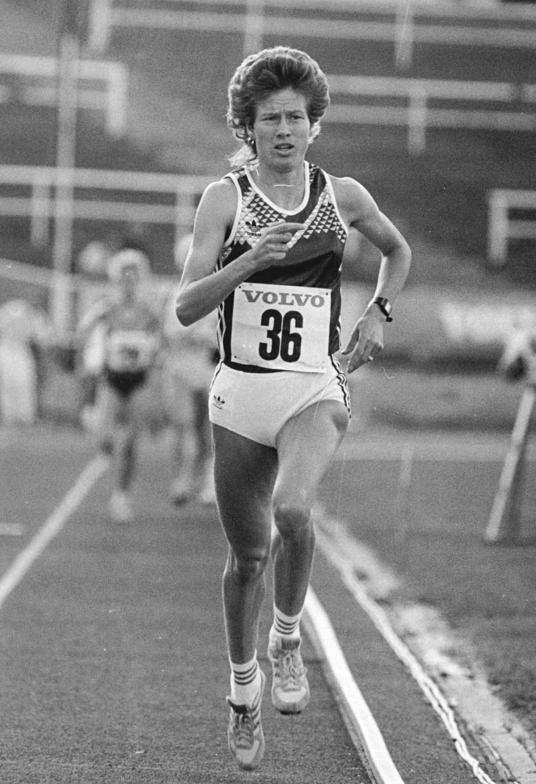
Die Vizeeuropameisterin von 1990 Kathrin Weßel belegte Platz vier

| Platz | Name                | Nation      | Zeit (min) |
| ----- | ------------------- | ----------- | ---------- |
| 1     | Fernanda Ribeiro    | Portugal    | 31:08,75   |
| 2     | Conceição Ferreira  | Portugal    | 31:32,82   |
| 3     | Daria Nauer         | Schweiz     | 31:35,96   |
| 4     | Kathrin Weßel       | Deutschland | 31:38,75   |
| 5     | Cristina Misaros    | Rumänien    | 31:41,03   |
| 6     | Maria Guida         | Italien     | 31:42,14   |
| 7     | Fernanda Marques    | Portugal    | 31:53,12   |
| 8     | Klara Kaschapowa    | Russland    | 31:55,99   |
| 9     | Claudia Lokar       | Deutschland | 32:08,74   |
| 10    | Marleen Renders     | Belgien     | 32:11,18   |
| 11    | Nicole Lévêque      | Frankreich  | 32:12,07   |
| 12    | Gitte Karlshøj      | Dänemark    | 32:26,25   |
| 13    | Iulia Negura        | Rumänien    | 32:29,07   |
| 14    | Claudia Metzner     | Deutschland | 32:38,11   |
| 15    | Tatjana Pentukowa   | Russland    | 32:40,72   |
| 16    | Milka Mikhailova    | Bulgarien   | 32:55,73   |
| 17    | Serap Aktas         | Türkei      | 32:59,76   |
| 18    | Carmen Fuentes      | Spanien     | 33:05,55   |
| 19    | Martha Ernstdóttir  | Island      | 33:24,78   |
| 20    | Päivi Tikkanen      | Finnland    | 34:22,45   |
| DNF   | Catherina McKiernan | Irland      |            |

## Videolink
- 5093 European Track & Field 10000m Women, www.youtube.com, abgerufen am 3. Januar 2023
- 5115 European Track & Field Medal Ceremony 10000m Women, www.youtube.com, abgerufen am 3. Januar 2023